# Періодонтит
Періодонтит (лат. Periodontitis) — це запалення періодонту, що характеризується порушенням цілісності зв'язок, які утримують зуб в альвеолі, кортикальної пластинки кістки, котра оточує зуб та резорбції кісткової тканини від незначних розмірів до утворення кіст великих розмірів.

## Класифікація
За етіологією розрізняють такі види пародонтитів:
1. Інфекційний.
2. Травматичний.
3. Медикаментозний.

За зосередженням вогнища запального процесу, пародонтити розподіляються на:
1. верхівковий (лат. periodontitis apicalis);
2. крайовий (лат. periodontitis marginalis);
3. розлитий, або дифузний (лат. periodontitis diffusa).

### Класифікація періодонтиту (І.Г.Лукомським)
Ця класифікація прийнята в пострадянських країнах, закордонна класифікація інша.[джерело?]
- Гострий періодонтит:
  - гострий серозний (лат. periodontitis acuta serosa),
  - гострий гнійний (лат. periodontitis acuta purulenta).
- Хронічний періодонтит:
  - фіброзний (лат. periodontitis fibrosa),
  - гранулюючий (лат. periodontitis granularis),
  - гранулематозний (лат. periodontitis granulomatosa, granuloma).
- Загострення хронічного періодонтиту.

## Етіологія
- Інфекційний періодонтит переважно є ускладненням карієсу, як первинним (коли процес є наслідком нелікованого карієсу, а потім пульпіту або захворювання пародонту), так і вторинним (коли у процесу наявна ятрогенна причина). За способом проникнення бактерій періодонтит ділять на інтрадентальний та екстрадентальний. До останнього можна віднести періодонтити, які розвиваються внаслідок переходу запального процесу з навколишніх тканин (остеомієліт, синусит).
- Травматичний періодонтит виникає в підсумку як значного, одноразового впливу (удар при падінні або попаданні в обличчя твердих важких предметів), так і внаслідок незначної, але хронічної травми (завищена пломба, відкушування дроту або нитки при відсутності поруч стоячих зубів). При травмі процес звичайно протікає гостро.
- Медикаментозний періодонтит розвивається найчастіше у разі неправильного лікування пульпіту, коли сильнодіючі препарати потрапляють в періодонт (наприклад паста, що містить миш'як, формалін, фенол). Також до медикаментозних відносять періодонтити, що виникають внаслідок алергічних реакцій, що можуть викликати місцеву імунологічну реакцію.

Основною причиною розвитку періодонтиту у дітей є інфекція, коли мікроорганізми, їх токсини, біогенні аміни, що надходять з запаленої некротизованої пульпи, поширюються на пародонт.

## Гострий періодонтит
Для гострого пародонтиту характерна наявність різкого локалізованого болю постійного характеру. Спочатку при гострому перебігу пародонтиту відзначають нерізко виражений ниючий біль, який відповідає області ураженого зуба.
Пізніше біль стає більш інтенсивним та пульсуючим, іноді іррадіює, що свідчить про перехід в гнійне запалення. Гострий процес триває від 2-3 днів до 2 тижнів. Умовно вдається виявити 2 стадії або фази перебігу гострого запалення пародонту:
- Перша стадія. Фаза інтоксикації пародонту виникає на самому початку запалення. Для неї характерне виникнення тривалих, безперервних болів ниючого характеру. Іноді до цього приєднується підвищена чутливість на хворого зуба. З боку тканин, що оточують зуб, видимих змін не визначається, при вертикальній перкусії відзначається підвищена чутливість пародонту.
- Друга стадія . Фаза вираженого ексудативного процесу характеризується безперервними больовими відчуттями. Викликає біль навіть легкий дотик язика до хворого зуба. Перкусія зуба різко болюча. Відзначають іррадіацію болю. Поява випоту та запальний ацидоз сприяють набуханню та розплавленню колагенових волокон періодонту, що позначається на фіксації зуба, він стає рухомим. Поширення серозного та серозно-гнійного інфільтрату супроводжується появою набряку м'яких тканин.

Загальний стан хворих: відзначають нездужання, головний біль; температура тіла підвищується до 37-38 °C, спостерігається лейкоцитоз, підвищена ШОЕ.
Рентгенологічно при гострому пародонтиті зміни в пародонті не відзначаються.

## Хронічний періодонтит

### Хронічний фіброзний періодонтит
Діагностика цієї форми складна, оскільки хворі не пред'являють скарг а також тому, що подібну клінічну картину може давати, наприклад, гангренозний пульпіт.
Об'єктивно, при хронічному фіброзному періодонтиті відзначають зміни кольору зуба, коронка зуба може бути інтактною, глибоку каріозну порожнину, зондування безболісне. Перкусія зуба частіше безболісна, реакції на холод та тепло відсутні. У порожнині зуба нерідко виявляють некротично змінену пульпу з гангренозним запахом.
У клініці діагноз хронічного фіброзного пародонтиту ставиться на підставі рентгенівського знімка, на якому видима деформація періодонтальної щілини у вигляді розширення її у верхівці кореня, що зазвичай не супроводжується резорбцією кісткової стінки альвеоли, а також цементу кореня зуба.
Фіброзний пародонтит може виникати як результат гострого запалення пародонту і як результат лікування інших форм хронічного періодонтиту, пульпіту або виникає в результаті перевантаження при втраті великої кількості зубів або травматичної артикуляції.

### Хронічний гранулюючий періодонтит
Нерідко виявляється у вигляді неприємних, іноді слабких больових відчуттів (відчуття розпирання, незручності); Ці відчуття виникають періодично та часто супроводжуються появою свища з гнійним виділенням та викиданням грануляційної тканини, який через деякий час зникає.
Визначається гіперемія ясен у хворого зуба; при натисканні на цю ділянку ясен тупим кінцем інструменту виникає заглиблення, яке після видалення інструменту зникає не одразу. При пальпації ясен хворий відчуває неприємні відчуття або біль. Перкусія нелікованого зуба викликає підвищену чутливість, а іноді й больову реакцію.
Рентгенологічно при хронічному гранулюючому пародонтиті виявляють вогнище розрідження кістки в області верхівки кореня з нечіткими контурами або нерівною лінією, деструкцією цементу та дентину в області верхівки зуба. Хронічний гранулематозний пародонтит частіше протікає безсимптомно, рідше хворі скаржаться на неприємні відчуття та незначну болючість при накушуванні.
Анамнестично є вказівки на перенесену в минулому травму пародонту або больові відчуття, пов'язані з розвитком пульпіту. При локалізації гранульоми в області щічних коренів верхніх молярів та премолярів хворі нерідко вказують на виступання кістки відповідно проєкції верхівок коренів.
Об'єктивно, хворий зуб може не мати каріозної порожнини, коронка в кольорі нерідко змінена, відзначається наявність каріозної порожнини з розпадом пульпи в каналах, і нарешті, зуб може бути після лікування, але з неякісно запломбованими каналами. Перкусія зуба часто безболісна.
Після рентгенологічного обстеження, виявляється картина чітко окресленого розрідження кісткової тканини округлої форми. Іноді можна бачити деструкцію тканин зуба в області верхівки та гіперцементоз в бічних відділах кореня.
Сприятливим результатом гранулематозного пародонтиту при своєчасному та правильно проведеному лікування є перехід в фіброзну форму. За відсутності лікування або неповного пломбування кореневого каналу відбувається перетворення гранульоми на кістогранулему або кореневу кісту зуба.

### Загострення хронічного пародонтиту
Частіше дає загострення гранулюючий та гранулематозний пародонтит, рідше — фіброзний. Оскільки загострення протікає при наявності деструктивних змін в періодонті, то болючість при накушуванні на зуб не буває такою різкою, як при гострому гнійному періодонтиті. Що стосується інших симптомів (постійний біль, колатеральний набряк м'яких тканин), то вони можуть наростати в такій же послідовності, як і при гострому гнійному періодонтит.
Об'єктивно, відзначаються наявність глибокої каріозної порожнини (зуб може бути нелікованим або пломбованим), відсутність болючості при зондуванні, різкий біль при перкусії, як вертикальній, так і горизонтальній. Зуб може бути змінений в кольорі, рухливий. При огляді визначається набряк, гіперемія слизової оболонки та нерідко шкіри, над областю хворого зуба. Реакція тканин зуба на температурні подразники відсутня.
Загострення хронічного фіброзного періодонтиту рентгенологічно супроводжується зменшенням чіткості кордонів розрідження кісткової тканини, появою нових вогнищ розрідження й остеопорозу відповідно запального фокусу. Рентгенологічна картина гранулематозного періодонтиту в стадії загострення характеризується втратою чіткості кордонів розрідження кісткової тканини в апікальній частині зуба, нечіткістю лінії періодонту в бічних відділах періодонту та проясненням кістковомозкових просторів по периферії від гранульоми.
Електрометрична реакція з боку періодонту при всіх формах періодонтиту — понад 100 мкА або зовсім відсутня. Лікувальні заходи при періодонтитах виходять за рамки лікування лише хворого зуба і направлені на активне позбавлення організму від інфекційного вогнища, чим досягається попередження сенсибілізації організму, запобігання розвитку запальних процесів щелепно-лицевої ділянки та захворювань внутрішніх органів.

## Патогенез
Мікроорганізми проникають в періодонт найчастіше через кореневий канал при пульпіті. При проникненні інфекції виникає запалення. Слід зазначити, що пародонтит можливий також при інших станах: травмах, тривалому впливі миш'яку на зубну порожнину, при сепсисі. Періодонтальна щілина заповнена міжтканинною рідиною та разом зі зв'язковим апаратом зуба відіграє роль амортизатора при жувальних навантаженнях. Періодонт має багато рецепторів, що реагують на тиск, який збільшується при пародонтиті, тому запалення дає виражений больовий синдром. При запаленні відбувається ексудація . Набряк та ексудація відповідають за головну, але не єдину ознаку захворювання — біль. При наявності відтоку цієї рідини через кореневий канал зуба біль менш виражений та створюються умови для розвитку хронічного пародонтиту. В іншому випадку розвивається гострий пародонтит — спочатку серозний, а потім і гнійний.
У діагностиці хронічного запального процесу в пародонті визначальне значення мають дані рентгенологічного дослідження. При цьому рентгенологічна картина періапікальдних змін у кожного кореня багатокореневого зуба може бути різною. Рентгенологічно при гострому пародонтиті зміни не відзначаються. При хронічному фіброзному звуження або частіше розширення періодонту. Хр. гранулематозному відповідає картина чітко окресленого розрідження кісткової тканини округлої форми. Іноді можна бачити деструкцію тканин зуба в області верхівки та гіперцементоз в бічних відділах кореня. Хр. гранулюючому відповідає вогнище розрідження з поїденими контурами, деструкцією цементу та дентину в області верхівки зуба. Загострення хронічного пародонтиту визначається формою запалення попереднього загострення, тривалістю та гостротою запального процесу.

## Лікування
Лікування поетапне у лікаря-стоматолога, закінчується пломбуванням зуба та його кореня або ж коренів. Спочатку для усунення запалення необхідно хірургічно дати широкий відхід випоту (гнійному або серозному). Призначаються фізіотерапія, теплі полоскання підігрітою мінеральною водою, сульфаніламідні препарати, антибіотики широкого спектра дії. При неефективності лікування, а також, якщо зуб не витримує герметичності, він підлягає видаленню.
Лікування хронічного пародонтиту включає три основних етапи:
- механічну підготовку (розширення, очищення)
- антисептичну обробку (дезінфекцію)
- пломбування каналів

Механічна обробка проводиться з метою повного видалення кореневої пульпи і шару інфікованого дентину зі стінок каналу. Дезінфекцію каналу часто завершують застосуванням внутрішньоканального ультразвукового фізіотерапевтичного впливу.
Потім проводять процедури, що зменшують запалення в щелепі та стимулюють репаративні процеси в кістці. В корінь зуба закладають розсмоктувальні, протизапальні та антибактеріальні пасти. Застосовують фізіотерапевтичні процедури.
Після купірування запалення в пародонті, канали дуже ретельно пломбують. В 85 % випадків комплексне лікування пародонтиту виявляється ефективним та настає одужання.
Якщо після проведеного комбінованого терапевтичного впливу не вдається ліквідувати гранульоми, вдаються до верхівкової ектомії кореня зуба з подальшою фіксацією зуба в щелепній альвеолі. Іноді всі проведені заходи безрезультатні, в цьому випадку уражений зуб доводиться видаляти. Після купірування запального процесу в кістці вирішують питання про протезування або імплантацію зуба.